# San Manuel (Tarlac)
Pour les articles homonymes, voir San Manuel.
San Manuel est une municipalité de la province de Tarlac, aux Philippines.